# Martil
Martil (arabiska: مرتيل) är en stad i Marocko. Den ligger i prefekturen M'Diq-Fnideq och regionen Tanger-Tétouan-Al Hoceïma, 230 km nordost om huvudstaden Rabat. Antalet invånare var 64 355 vid folkräkningen 2014.